# Siarka Tarnobrzeg
El Siarka Tarnobrzeg es un equipo de fútbol de Polonia que juega en la Liga II, la tercera liga de fútbol más importante del país.
Mantienen una fuerte rivalidad con el Stal Stalowa Wola, con el que disputan el llamado Grand derbi de Podkarpacie.

## Historia
Fue fundado en el año 1957 en la ciudad de Tarnobrzeg y cuenta con secciones en fútbol, tenis de mesa (ha ganado 16 títulos nacionales) y baloncesto, esta última es la sección colectiva más exitosa del club, ya que han jugado por muchos años en la máxima categoría de baloncesto en Polonia, mientras que su sección de fútbol solamente ha estado en tres temporadas en la Ekstraklasa, todas en la década de los años 1990s.

## Palmarés
- III Liga: 1

2011/12

## Jugadores

### Jugadores destacados
| - Jacek Berensztajn - Jakub Bilke - Tomasz Cebula - Adam Grad - Tomasz Kiełbowicz - Andrzej Kobylański | - Cezary Kucharski - Mariusz Kukiełka - Jacek Kuranty - Michał Osiński - Mieczysław Ożóg | - Tomasz Stolpa - Artur Rozmus - Marcin Truszkowski - Jacek Zieliński - Jakub Zabłocki |